# 折たく柴の記

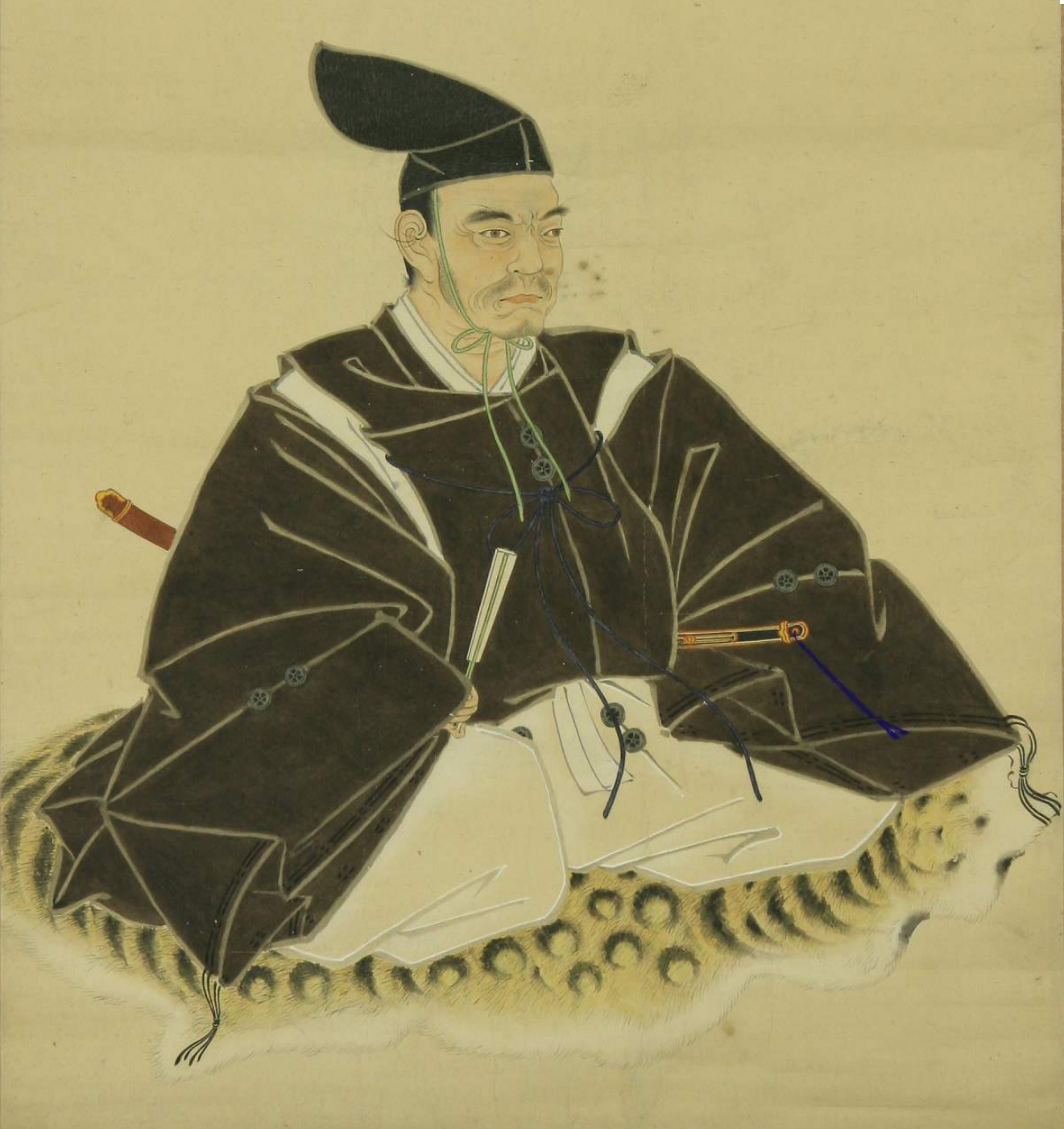
新井白石

『折たく柴の記』（おりたくしばのき）は、江戸時代中期に新井白石（1657年（明暦3年） - 1725年（享保10年））が書いた自叙伝、回顧録。3巻3冊。成立は1716年（享保元年）頃と言われる。『折焚柴の記』とも書く。
新井白石は江戸中期の旗本・学者で、将軍徳川家宣期の正徳の治と呼ばれる政治を主導した。

## 概要
新井白石の自叙伝、回顧録であり、上巻は白石の祖父母や両親の伝記、白石の生い立ちから甲府家出仕までの出来事、中巻と下巻は幕府関係の出来事が中心で、徳川家宣や徳川家継の政治的業績がまとめられている。
また、白石が編纂した諸大名家の系譜諸である『藩翰譜（はんかんふ）』作成のいきさつが記載されている。
書名について白石自身は言及していないが、後鳥羽天皇の御製
思ひ出づる折りたく柴の夕煙むせぶもうれし忘れ形見に（新古今和歌集巻第八『哀傷歌』）
に由来するとされる。また、序文に「外ざまの人の見るべきものにもあらねば、ことばのつたなきをも、事のわづらはしきをも、えらぶべしやは」とあり、本来は非公開のものとして書かれたものである。新井家に伝わる自筆本のほか、いくつかの写本が現存する。
歴史学のみならず、文学研究では日記文学としての文学性（芸術性）も評価されている。

## 刊行本
原典校訂
- 『折たく柴の記』（羽仁五郎 校訂）岩波書店〈岩波文庫 2005-2007〉、1949年。
  - 改訂版『折たく柴の記』岩波文庫、1999年。ISBN 4003021215
- 松村明校注『戴恩記・折たく柴の記・蘭東事始　日本古典文学大系95』岩波書店、1964年
- 宮崎道生『定本折たく柴の記釈義 増訂版』近藤出版社、1985年。

現代語訳
- 古川哲史訳「折たく柴の記」-『江戸随想集』[7]に収録、筑摩書房（初版1961年）
- 桑原武夫訳『折たく柴の記』藤田覚 新版[8]解説、中公クラシックス、2004年。ISBN 4121600673

英訳
- ジョイス・アクロイド訳 "Told Round a Brushwood Fire: the Autobiography of Arai Hakuseki", 東京大学出版会、1979年